# Football à La Réunion
 (mai 2021).
 (août 2025).
La mise en forme du texte ne suit pas les recommandations de Wikipédia : il faut le « wikifier ».
Les points d'amélioration suivants sont les cas les plus fréquents. Le détail des points à revoir est peut-être précisé sur la page de discussion.
- Les titres sont pré-formatés par le logiciel. Ils ne sont ni en capitales, ni en gras.
- Le texte ne doit pas être écrit en capitales (les noms de famille non plus), ni en gras, ni en italique, ni en « petit »…
- Le gras n'est utilisé que pour surligner le titre de l'article dans l'introduction, une seule fois.
- L'italique est rarement utilisé : mots en langue étrangère, titres d'œuvres, noms de bateaux, etc.
- Les citations ne sont pas en italique mais en corps de texte normal. Elles sont entourées par des guillemets français : « et ».
- Les listes à puces sont à éviter, des paragraphes rédigés étant largement préférés. Les tableaux sont à réserver à la présentation de données structurées (résultats, etc.).
- Les appels de note de bas de page (petits chiffres en exposant, introduits par l'outil «  Source ») sont à placer entre la fin de phrase et le point final[comme ça].
- Les liens internes (vers d'autres articles de Wikipédia) sont à choisir avec parcimonie. Créez des liens vers des articles approfondissant le sujet. Les termes génériques sans rapport avec le sujet sont à éviter, ainsi que les répétitions de liens vers un même terme.
- Les liens externes sont à placer uniquement dans une section « Liens externes », à la fin de l'article. Ces liens sont à choisir avec parcimonie suivant les règles définies. Si un lien sert de source à l'article, son insertion dans le texte est à faire par les notes de bas de page.
- La présentation des références doit suivre les conventions bibliographiques. Il est recommandé d'utiliser les modèles {{Ouvrage}}, {{Chapitre}}, {{Article}}, {{Lien web}} et/ou {{Bibliographie}}. Le mode d'édition visuel peut mettre en forme automatiquement les références.
- Insérer une infobox (cadre d'informations à droite) n'est pas obligatoire pour parachever la mise en page.

Pour une aide détaillée, merci de consulter Aide:Wikification.
Si vous pensez que ces points ont été résolus, vous pouvez retirer ce bandeau et améliorer la mise en forme d'un autre article.

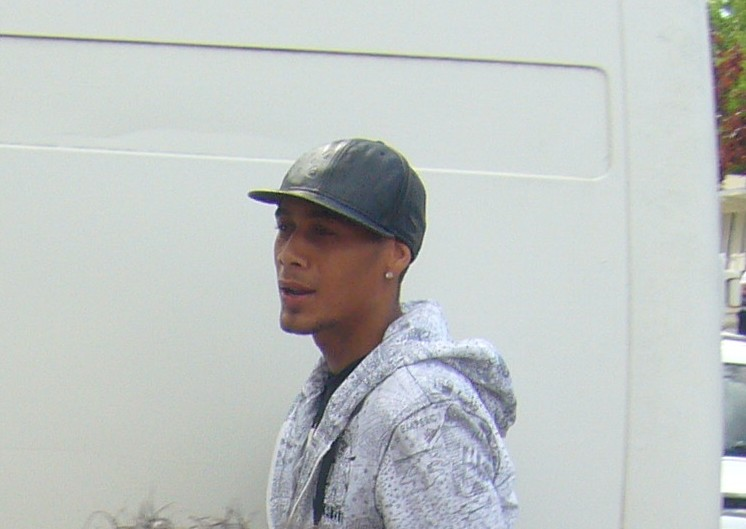
Guillaume Hoarau, joueur du BSC Young Boys.

Le football à La Réunion, (département d'outre-mer français dans le sud-ouest de l'océan Indien) reste le sport le plus populaire. Avec plus de 30 000 licenciés pour une population d'environ 750 000 habitants, il reste le sport de prédilection pour les jeunes. Malgré le fait que le plus haut niveau de compétition soit équivalent à celle d'une division d'honneur en métropole (DH), les jeunes ont tous pour espoir de jouer un jour au plus haut niveau. Ce fut le cas de joueurs tels que Laurent Robert, Florent Sinama-Pongolle, Guillaume Hoarau, Dimitri Payet, Benoît Trémoulinas (les cinq seuls Réunionnais à avoir joué avec l'équipe de France), Bertrand Robert, Thomas Fontaine, Ludovic Ajorque, Fabrice Abriel (d'origine réunionnaise) et Wilfried Moimbé (d'origine réunionnaise) pour ne citer qu'eux.

## Historique
Le football réunionnais existe depuis environ 1920. Après la Première Guerre mondiale, ses premières équipes sont nées spontanément avec des noms "patriotiques", ainsi "la Patriote", "la France", "la Madelon" qui virent le jour successivement avec d'autres plus tard telles que "la Jeanne d'Arc", "la Tamponnaise", "l'Indépendante", "la Franco-Malgache", puis "l'Olympique de St-Denis", "la Royal Star", "la St Pierroise", "la St Louisienne", "les Juniors Dionysiens"...
Dans les années 1930 sous l'impulsion de la nouvelle fédération sportive réunionnaise, un championnat annuel est mis en place avec trois zones : la partie sous le vent, la partie au vent et Saint Denis.
Aujourd'hui le nombre de licenciés à La Réunion représente le 1/3 des 80 000 licenciés de l'ensemble des 9 DOM soit plus que le nombre cumulé des licenciés de la Ligue de la Guadeloupe (12 909) et de la Ligue de la Martinique (12 727).

## Les Coupes
- Coupe de la Réunion
- Coupe Régionale de France (qualificatif pour le 7e tour de la Coupe de France en métropole)
- Coupe Dominique Sauger
- Coupe Gabriel Macé Foot Entreprise
- Coupe Vétérans
- Coupe Féminines

## Sélection régionale

La LRF.

Ne faisant pas partie de la FIFA et seulement associée à la CAF, La Réunion ne peut pas disputer la Coupe du monde de football ni la Coupe d'Afrique des nations. Néanmoins La Réunion participe aux Jeux des îles de l'océan indien tous les 4 ans. De plus La Réunion a remporté la première et la dernière édition de la Coupe de l'Outre-Mer en battant la Martinique en finale.
Les jeunes de la sélection de la Réunion ont remporté à deux reprises la Danone Nations Cup, en 2001 et 2006.

### Sélections en Équipe de France
Étant un DOM-TOM, les joueurs réunionnais ont en premier lieu la nationalité française et peuvent espérer un jour jouer pour l'Équipe de France. À ce jour, seuls Laurent Robert, Guillaume Hoarau, Dimitri Payet, Florent Sinama-Pongolle, Benoît Trémoulinas ont pu jouer avec l'Équipe de France[réf. nécessaire].
| Joueur                  | Club     | Nombres de sélections | Nombres de buts |
| Laurent Robert          | Retraité | 9                     | 1               |
| Guillaume Hoarau        | -        | 5                     | 0               |
| Dimitri Payet           | -        | 37                    | 8               |
| Florent Sinama-Pongolle | Retraité | 1                     | 0               |
| Benoît Trémoulinas      | Retraité | 5                     | 0               |

## Beach Soccer
Le beach soccer n'a commencé à attirer les joueurs que depuis peu de temps sous l'impulsion de Claude Barrabé, sélectionneur de La Réunion. De plus 4 réunionnais ont pu évoluer avec l'Équipe de France de beach soccer sous les ordres d'Éric Cantona (Idriss Saidou - Giovanny Basquaise - Jérémy Basquaise et Romain Tossem).

## Joueurs remarquables
Voici une liste non exhaustive des Réunionnais qui ont plus ou moins réussi à percer dans le monde du football professionnel.

### Joueurs qui ont évolué en France et à l'étranger
(novembre 2022).
La mise en forme du texte ne suit pas les recommandations de Wikipédia : il faut le « wikifier ».
Les points d'amélioration suivants sont les cas les plus fréquents. Le détail des points à revoir est peut-être précisé sur la page de discussion.
- Les titres sont pré-formatés par le logiciel. Ils ne sont ni en capitales, ni en gras.
- Le texte ne doit pas être écrit en capitales (les noms de famille non plus), ni en gras, ni en italique, ni en « petit »…
- Le gras n'est utilisé que pour surligner le titre de l'article dans l'introduction, une seule fois.
- L'italique est rarement utilisé : mots en langue étrangère, titres d'œuvres, noms de bateaux, etc.
- Les citations ne sont pas en italique mais en corps de texte normal. Elles sont entourées par des guillemets français : « et ».
- Les listes à puces sont à éviter, des paragraphes rédigés étant largement préférés. Les tableaux sont à réserver à la présentation de données structurées (résultats, etc.).
- Les appels de note de bas de page (petits chiffres en exposant, introduits par l'outil «  Source ») sont à placer entre la fin de phrase et le point final[comme ça].
- Les liens internes (vers d'autres articles de Wikipédia) sont à choisir avec parcimonie. Créez des liens vers des articles approfondissant le sujet. Les termes génériques sans rapport avec le sujet sont à éviter, ainsi que les répétitions de liens vers un même terme.
- Les liens externes sont à placer uniquement dans une section « Liens externes », à la fin de l'article. Ces liens sont à choisir avec parcimonie suivant les règles définies. Si un lien sert de source à l'article, son insertion dans le texte est à faire par les notes de bas de page.
- La présentation des références doit suivre les conventions bibliographiques. Il est recommandé d'utiliser les modèles {{Ouvrage}}, {{Chapitre}}, {{Article}}, {{Lien web}} et/ou {{Bibliographie}}. Le mode d'édition visuel peut mettre en forme automatiquement les références.
- Insérer une infobox (cadre d'informations à droite) n'est pas obligatoire pour parachever la mise en page.

Pour une aide détaillée, merci de consulter Aide:Wikification.
Si vous pensez que ces points ont été résolus, vous pouvez retirer ce bandeau et améliorer la mise en forme d'un autre article.

#### A
- ABDALLAH Hakim, Formation au Stade brestois, International U16 France, U19 France, International Madagascar, (Naturalisé malgache, possède également des origines comorienne)[2],[3]
- ABLANCOURT Jim (en), Formation à l'AS Monaco[4]
- Fabrice Abriel, Formation au Paris Saint-Germain, International France militaire
- ACAPANDIE Mathieu, Formation au FC Nantes[5],[6]
- ACAPANDIE Vincent (en), Formation à l'AJ Auxerre, International U16 France, U17 France
- ADEKALOM Noah, Formation à l'AJ Auxerre[7],[8]
- Melvin Adrien, Formation à l'US Créteil-Lusitanos, International Madagascar, (Naturalisé malgache)
- Didier Agathe, Formation au Montpellier Hérault
- Delis Ahou, Formation au FC Nantes, International Niger, (De père nigérien, de mère réunionnaise)[9]
- AH-TING Christopher, Formation au Stade brestois
- Ludovic Ajorque, Formation au SCO Angers[10]
- ALPOU-BOULAQUE Jean-Thomas, Formation au Tours FC, International U17 France[11]
- Yoël Armougom, Formation au SM Caen[12]
- Eric Assati, Formation à l'AJ Auxerre [13]
- ATTOUMANI Karim, Formation au Montpellier Hérault[14]

#### B
- Jean-Pierre Bade, Formation au Red Star, International Espoir, Olympique et A' France
- Claude Barrabé, Formation à l'INF Vichy, International Espoir France
- Cédric Barret, Formation à l'AJ Auxerre[15],[16]
- Adrien Baur, Formation au FC Sochaux[17]
- Ambroise Bègue (en), Formation à l'AS Nancy-Lorraine, International U16 France
- Julien Bègue, Formation à l'EA Guingamp
- Nicolas Bertil, Formation au Dijon FCO[18]
- Dorian Bertrand, Formation au FC Nantes[19]
- Bonpapa Nicolas, Formation au FC Nantes[20]
- Kenji-Van Boto, Formation à l'AJ Auxerre[21], International U16 France
- BOTO Stevan, Formation à l'AJ Auxerre
- Zacharie Boucher, Formation au Havre AC, International U16, U17, U18, U19, U20, Espoir France
- Fabien Boyer, Formation à l'Olympique Lyonnais, International Madagascar, (Naturalisé malgache)
- Sylvain Bupto, Formation au FC Gueugnon[22]

#### C
- Killian Camélé (en) , Formation au FC Sochaux, International U16 France[23]
- Jonathan Chaul, Formation au FC Nantes[24]
- Brian Chevreuil (en), Formation au LB Châteauroux, International Haïti, (De père haïtien, de mère réunionnaise)
- Franck Chow Yuen, Formation au Louhans-Cuiseaux FC[25]
- COLLET Kévin, Formation à l'Olympique Lyonnais
- Francis Coquelin, Formation au Stade lavallois, International U17, U18, U19, U20, Espoir France
- Laurent Courtois, Formation à l'Olympique Lyonnais, International U17, U18 France
- Jérôme  Courtrai[26]

#### D
- DAFREVILLE Christian, Formation au FC Martigues[27]
- DAMOUR Jeffrey, Formation au Amiens SC[28]
- DAMOUR Loïc, Préformation à l'INF Clairefontaine et formation au RC Strasbourg, International U16, U17, U18, U19, U20 France[29]
- DEJAR Jean-Enzo, Formation au Montpellier Hérault
- DÉMOLÉON Louis, Formation au Girondins de Bordeaux[30]
- DEPÉHI Quentin (en), Formation au Toulouse FC[31]
- DIJOUX Xavier[32]
- DJOUHARY Didine (en), Formation au FC Nantes[33]
- DUGAIN Guillaume, Formation au Tours FC[34]

#### F
- FERBLANTIER Henri-Claude, Formation au FC Martigues[35]
- FERBLANTIER Olivier, Formation à l'AS Monaco[36]
- FERRÈRE David, Formation à l'AS Beauvais
- FONTAINE Jean-Pascal, Formation au Havre AC
- FONTAINE Thomas, Formation à l'Olympique Lyonnais, International U20 France, International Madagascar, (Naturalisé malgache)

#### G
- GANOVA Keheran, Formation au SCO Angers, International U16 France [37],[38]
- GERARD Abdelrafik, Formation au Paris Saint-Germain, (De père réunionnais, de mère algérienne)
- GIBEL Wendy, Formation au Havre AC
- GIGAN Bryan, Formation à l'AS Nancy-Lorraine, International U16 France [39]
- GOURVILLE Dominique Pascal, Formation au Valenciennes FC, International Mauritanie, (Naturalisé mauritanien)
- GOURVILLE Siad, Formation à l'AJ Auxerre, (De père réunionnais, de mère algérienne)[40]
- GRAVINA Loïc, Formation à l'Olympique de Marseille[41]
- GRONDIN David, Formation à l' AS Saint-Étienne [42]
- GRONDIN Christophe, Formation au Toulouse FC
- GRONDIN Jacques, Formation au FC Nantes[43]
- GRONDIN Julien, Formation à l'AS Monaco[44]
- GRONDIN Loïc[45]
- GRONDIN Mathéo, Formation au FC Nantes[46]
- GRONDIN Mickaël, Formation au RC Lens[47]
- GRONDIN Wilfried , Formation à l'AJ Auxerre
- GRONDIN Willy, Formation au FC Nantes
- GRONDIN Xavier, Formation Tours FC[48]
- GROS William, Formation au Havre AC, International Madagascar, (Naturalisé malgache)
- GROSSET Wilson, Formation au FC Martigues[49]
- GUICHARD Yoann, Formation au SC Bastia[50]

#### H
- HEEKENG Jérôme, Formation au Montpellier Hérault[51]
- HÉRY Bastien, Formation au Paris Saint-Germain, International Madagascar, (Naturalisé malgache)[52]
- HOARAU Guillaume, Formation au Havre AC, International France
- HOAREAU Brandon, Formation au Havre AC[53]

#### I
- ICHANE Joachim, Formation au Chamois Niortais FC[54]
- ILAIMAHARITRA Marco, Formation au FC Sochaux, International Madagascar, (Naturalisé malgache)[55]
- IMIRA Karim, Formation à l'AS Monaco[50]
- INCANA Mahel, Formation au FC Metz[49]

#### J
- JAURÈS Amaury, Formation à l'AJ Auxerre[52]
- JAURÈS Jean-Sébastien, Formation à l'AJ Auxerre, International U16, U19, U20 France
- JAURÈS Noah, Formation à l'AJ Auxerre[51]
- JAVARY Jean-Philippe, Formation au Montpellier Hérault, International U16, U19 France

#### K
- K'BIDI Rodolphe, Formation au Paris Saint-Germain, International U15, U17 France[56]

#### L
- LAGARRIGUE Matthieu, Formation Havre AC[57],[58],
- LAITON Sonny, Formation l'AJ Auxerre, International U16, U17, U19, U20 France[59]
- LAMONGE Anthony, Formation FC Lorient, International U17 France[60]
- LANGLET Yoann, Formation au Girondins de Bordeaux, International Mauritanie [61]
- LAPOUSSIN Loïc, Formation à US Créteil-Lusitanos, International Madagascar, (Naturalisé malgache)
- LARRIEU Romain, Formation au Montpellier Hérault[62]
- LAUP Anthony, Formation au Havre AC[63]
- LAUP Will, Formation au Havre AC[64]
- LEBLOND Arthur, Formation au FC Lorient[65]
- LEBON Djamil, Formation au Tours FC
- LEBON Keelan, Formation au Amiens SC
- LEBON Thomas, Formation au Lille OSC[66]
- LELEU Julien, Formation au Clermont Foot 63

#### M
- MAINFROI Jimmy, Formation au Montpellier Hérault
- MANDANNE Christophe, Formation au Havre AC, International  U17, U19, France militaire[67]
- MARCELIN Harisson, Formation l'AJ Auxerre, International U19, U20 France[68]
- MATHIS Yoann, Formation au FC Nantes[69]
- MÉTANIRE Romain, Formation au FC Metz, International Madagascar, (Naturalisé malgache)[70]
- MÉTRO Étienne, Formation au Nîmes Olympique[71]
- MITHRA Nicolas, Formation à l'EA Guingamp[72]
- MOIMBÉ Wilfried, Formation au Girondins de Bordeaux[73]
- MOMBRIS Jérôme, Formation au Stade brestois, International Madagascar, (Naturalisé malgache)
- MONTEVILLE Donovan, Formation au Stade rennais[74]
- MOREL Jérémy, Formation au FC Lorient, International Madagascar, (Naturalisé malgache)
- MOUCAZAMBO Nicolas, Formation au FC Lorient[75]
- MOUNIAMA Pierrick, Formation au SM Caen[76]
- MOUTOUSSAMY Olivier, Formation au Stade brestois[77]
- MURCY Mickaël, Formation au Paris Saint-Germain[78]

#### N
- NASSUF Kader, Formation à l'AS Saint-Étienne[79]
- NATIVEL Thomas, Formation au FC Metz[79]
- NATIVEL-FONTAINE Philippe, Formation à l'ES Troyes AC[78]
- NÉVA Samuel, Formation au Stade lavallois[80]
- NIRLO Jimmy, Formation au Stade rennais[81]
- NELSON Mickaël, Formation au Montpellier Hérault[82]

#### O
- ODULES Sébastien, Formation à l'AJ Auxerre[83]
- OUASSIERO Sylvio, Formation à l'AJ Auxerre, International , U17, U18, U19, U20 France, International Madagascar, (Naturalisé malgache)

#### P
- PATISSIER Gwendal, Formation au FC Nantes[84]
- PAUSE Jovani, Formation au SO Cholet
- PAYET Anthony, Formation à l'EA Guingamp et au SCO Angers[85]
- PAYET Dimitri, Formation au Havre AC et au FC Nantes, International Espoir France, France[86]
- PAYET Jonas, Formation à l'AS Monaco[87]
- PEDRE Romain, Formation au Havre AC[88]
- PHILIPPE Kenny, Formation au SO Cholet[89]
- PICABEA Olivier, Formation à l'AS Monaco
- PIETRE Samuel, Formation au Paris Saint-Germain, International U17 France[90]
- PITOU Jonathan, Formation à l'Olympique de Marseille, International U17, U18 France
- PLESSIS Damien, Formation à l'Olympique Lyonnais, International U17, U18, U19, U20, Espoir France[91]
- PLESSIS Guillaume, Formation à l'IFR Châteauroux et au RC Lens, International U17, Espoir France
- POTHIN Manuel, Formation à US Créteil-Lusitanos et au Tours FC[92]
- PYTHIE Benjamin, Formation au Havre AC[93]

#### R
- RABARIVONY Sandro, Formation l'AJ Auxerre
- RAMALINGOM Alexandre, Formation à l'AC Ajaccio, International Madagascar, (Naturalisé malgache)[94]
- RAVELOSON Rayan, Formation au Tours FC, International Madagascar[95]
- REBECA Quentin, Formation au SM Caen[96]
- REMANAHO Kevin, Formation au Grenoble Foot 38[97]
- RINGAYEN Jonathan, Formation à l'EA Guingamp [98]
- ROBERT Bertrand, Formation au Montpellier Hérault[99]
- ROBERT Fabien, Formation au FC Lorient, International U20 France[100]
- ROBERT Laurent, Formation au Montpellier Hérault, International France[101]
- ROBERT Théo, Formation à l'AJ Auxerre[102]
- ROBERT Thomas, Formation au Montpellier Hérault[103]
- ROBIN Anthony, Formation  au FC Nantes[104]
- ROCROU Lucas, Formation au FC Girondin de Bordeaux, International U17 France [105]
- RODELIN Ronny, Formation au FC Nantes[106]
- RUTTER Georginio, Formation au Stade rennais FC

#### S
- SADZOUTE Scotty, Formation au Lille OSC[107]
- SAÏD Wesley, Formation au Stade rennais FC, International U16, U17, U18, U19, U20, Espoir France[108]
- SAIDOU Mathieu,
- SAMARIA Yvan,
- SIALA CHAMBA Alexis,
- SIGISMEAU Damien,
- SINAMA-PONGOLLE Florent,
- SIVA Thomas,
- SOPHIE Ricardo,
- SOUPRAYEN Samuel,
- SOUPRAYEN Wilson,

#### T
- TACALFRED Mickael,
- TANGATCHY Cedric,
- TANJON Loic,
- TASSOTTO Jocelin, Formation au FC Sochaux[88]
- THEOPHILE-CATHERINE Kevin,
- TILMAR Luidgy, Formation au Chamois niortais FC [109]
- TREBEL Adrien,
- TREMOULINAS Benoit,

#### V
- VARSOVIE Jude,
- VIDOT Jacky,
- VIDOT Junior,
- VIDOT Noël,
- VIDOT Romain,
- VIMBOULY Williams,

#### Z
- ZAHARY Younn,
- ZITTE Florent,

## Infrastructures
Malgré la popularité de ce sport, les infrastructures disponibles à La Réunion restent très modestes mais suffisent aisément pour des matchs locaux. Voici une liste des stades et autres infrastructures utilisées à La Réunion pour la pratique du football.
- Stade Lambrakis
- Stade Duparc
- Stade Jean-Allane
- Stade Jean-Ivoula
- Stade Raphaël-Babet
- Stade de La Redoute
- Stade Paulo-Brabant
- Stade Michel-Volnay
- Stade Klébert-Picard
- Stade Paul-Julius-Bénard
- Stade Joffre-Labenne
- Stade régional d'athlétisme de Petite-Île
- Stade Saint-Leu
- Stade Théophile-Hoarau
- Stade Youri-Gagarine
- Stade de l’Etang-Sale
- CREPS Réunion
- Stade des Petits Potes

## Sources
- Site officiel de la LRF
- Foot Réunion
- L'actualité du foot péi
- Les Kréopolitains défient la sélection de La Réunion